# Torre Olla
La torre Olla se halla en un despoblado del mismo nombre, en la Sierra Calderona, en una zona perteneciente al municipio de Marines, de la comarca del Campo del Turia, de la provincia de Valencia. Se encuentra a unos 5 kilómetros al norte del barranco de Carraixet, cerca de la población de Marines Vell(originario Marines, dado de baja tras el alud de piedras que sufrió en 1957 y que dio paso a la creación del Marines en su nuevo enclavamiento).
El llamado poblado de Olla, del que la torre forma parte, fue una antigua alquería islámica de la que todavía quedan restos de lo que fue un sistema de riego. Como consecuencia de la expulsión de los moriscos, esta aldea fue perdiendo población, pese a lo cual, fue habitada hasta que se abandonó definitivamente a mediados del siglo XIX. De todas sus construcciones destaca sin duda la torre, que además de proteger el poblado servía de conexión con el Castillo del Real; el cual junto con los castillos de Chelva y Morvedre, defendían el norte de la zona de Valencia de los posibles ataques de los cristianos de Aragón. Actualmente todo el poblado está en un estado ruinoso pese a que está declarada Bien de interés cultural, con anotación ministerial número: R-I-51-0010667, y fecha de anotación 18 de julio de 2001.

## Historia
Jaime I de Aragón, hace su primera donación de este lugar en septiembre de 1238 a Pedro Sánchez de Maraymón (aunque la alquería fue levantada con posterioridad a la reconquista cristiana de 1238), cuyos descendientes lo venden en 1359 a D. Mateo Mercer, almirante de la flota aragonesa. Más tarde, en junio de 1368 la Corte de Gobernación de Valencia autorizan la venta a favor de Antoni de Vilaragut. En el año 1649 el condado de Olocau pasa a los Fenollet, por matrimonio de doña Margarita de Vilaragut y Sanz, hija del Conde de Olocau, con Diego de Fenollet y Albiñana.

## Descripción
Es una torre de planta cuadrada, su acceso está a unos metros de la base, a nivel de la segunda planta del edificio anexo, desde el que se puede pasar, siendo esta la única entrada al torreón. El material empleado para su construcción es mampostería de piedra de rodeno y argamasa. La torre tiene dos plantas y las cubiertas inclinadas de teja moruna. La parte baja se utilizaba para resguardo de animales y la alta para vivienda. Con el paso del tiempo se amplió al construirse en sus alrededores corrales de ganado, así como distintas viviendas, lo cual dio lugar a que el asentamiento llegara a tener seis casas habitadas con unos 17 habitantes en el año 1797.